# Бурэ-Небельсен, Юрий Валерьевич
Юрий Валерьевич Бурэ-Небельсен (род. 14 декабря 1938, Куйбышев, СССР) — советский и российский театральный режиссёр, педагог. Народный артист РФ (1995). Лауреат Государственной премии РСФСР им. К. С. Станиславского (1989).

## Биография
Юрий Валерьевич Бурэ-Небельсен родился 14 декабря 1938 года в актёрской семье Валерия Анастасовича Бурэ-Небельсена (настоящая фамилия отца шведская — Небельсен) и Тамары Александровны Доросинской в Куйбышеве (сейчас — Самара), где его отец был ведущим актёром Куйбышевского драматического театра. Актёрская династия Бурэ ведёт свою историю с XIX века. В 1953 году семья переехала в Сталинград, где отец играл в Сталинградском театре драмы.
Окончил Сталинградский институт инженеров городского хозяйства, после которого работал около года инженером.
В 1962—1967 годах учился на режиссёрском факультете ГИТИСа им. А. В. Луначарского (курс М. О. Кнебель). Будучи студентом, начал свою творческую деятельность в Волгоградском театре драмы им. М. Горького, где поставил «Маленького принца» А. Экзюпери.
После окончания ГИТИСа работал некоторое время в Волгоградском драмтеатре, а затем перешёл в Волгоградский театр музыкальной комедии. Работал в Орловском драматическом театре имени И. С. Тургенева. 
В марте 1982 года стал главным режиссёром Курского драматического театра имени А. С. Пушкина. В 1991—1998 годах был также художественным руководителем театра и возглавлял Коллегию (художественный совет) театра и являлся заместителем председателя правления Курской организации СТД.
В январе 1999 года перешёл преподавать в Курский колледж культуры на отделение режиссёров народных театров. В марте 2002 года вновь стал художественным руководителем Курского драмтеатра, поставил более 50 спектаклей. С сентября 2002 года руководит курсом отделения актёрского искусства в Курском колледже культуры.

## Семья
- Отец — актёр Валерий Анастасович Бурэ-Небельсен (1889—1955), народный артист РСФСР.
- Мать — актриса Тамара Александровна Доросинская.
- Жена — актриса Лариса Геннадьевна Соколова (род. 1945), народная артистка России.
- Дочь — актриса Валерия Юрьевна Бурэ-Небельсен (род. 1970).

## Награды и премии
- Заслуженный деятель искусств РСФСР (09.12.1985).
- Народный артист России (27.11.1995) — за большие заслуги в области искусства[2].
- Государственная премия РСФСР имени К. С. Станиславского (1989) за постановку драмы М. Лермонтова «Маскарад».
- Действительный член Академии гуманитарных наук России (1996).
- Орден «За заслуги в культуре и искусстве» (03.01.2024) — за большие заслуги в развитии отечественной культуры и искусства, многолетнюю плодотворную творческую деятельность[3].
- Орден Почёта (12.06.2004) — за многолетнюю плодотворную деятельность в области культуры и искусства[4].
- Премии МВД СССР.
- Почётный знак «За особые заслуги перед городом Курском» (2003).
- Премия имени н. а. РФ А. П. Буренко за вклад в развитие театрального искусства Курской области (2004).
- Почётная грамота администрации города Курска (2008).
- Памятный знак «За Труды и Отечество» (2008).
- Премия Центрального федерального округа (2009) — за спектакль «Традиционный сбор» В. Розова.
- Почётная грамота Министерства культуры РФ (2012).
- «Человек года 2012».
- Лауреат премии «Курская антоновка» (2012).
- Лауреат всероссийской премии «Золотая маска» «За выдающийся вклад в развитие театрального искусства» (2017)[5].

## Работы в театре

### Волгоградский драматический театр
- «Маленький принц» А. Экзюпери

### Волгоградский театр музыкальной комедии
- «Марица» Имре Кальмана
- «Весёлая вдова» Франца Легара

### Орловский драматический театр
- «Я пришёл дать вам волю» инсценировка романа В. Шукшина
- «Нашествие» Л. Леонова
- «Ивушка неплакучая» М. Алексеева
- «Русский секрет» («Левша») Б. Рацера, В. Константинова
- «Пять вечеров» А. Володина
- «Аморальные истории» Э. Брагинского, Э. Рязанова

### Курский драматический театр
- «Не был… не состоял… не участвовал» Ю. Макарова
- «Святой и грешный» М. Ворфоломеева
- «Люди, которых я видел» С. Смирнова
- «Разыскивается опасный преступник» О. Викторова
- «Последняя любовь Насреддина» В. Константинова, Б. Рацера, А. Колкера (1985)
- «Маскарад» М. Лермонтова (1986)
- «Вся его жизнь» Е. Габриловича
- «Отелло» В. Шекспира
- «Стакан воды» Э. Скриба
- «Дама-невидимка» П. Кальдерона
- «Вся надежда» М. Рощина
- «Босиком по парку» Н. Саймона (1990)
- «Поминальная молитва» Г. Горина (1990)
- «Крестный отец» М. Пьюзо
- «Рыцарские страсти» В. Красногорова и В. Плешака (1992)
- «Моя прекрасная леди» Ф. Лоу по пьесе Б. Шоу «Пигмалион» (1993)
- «Деревья умирают стоя» А. Касоны
- «Сирано де Бержерак» Э. Ростана
- «Странная миссис Сэвидж» Д. Патрика
- «Рюи Блаз» В. Гюго
- «Принцесса Турандот» К. Гоцци
- «Ханума» А. Цагарели
- «Дурочка» Лопе де Вега
- «Семейная идиллия» О. Данилова
- «Комната невесты» В. Красногорова
- «Жертвы века» А.Н. Островского
- «Ох, уж эта Анна!» М. Камолетти
- «Традиционный сбор» В. Розов
- «Соловьиная ночь» В. Ежов (2009)
- «Обыкновенная история» И. А. Гончаров (2013)
- «Горе от ума» А.С. Грибоедов (2015)
- «Волки и овцы» А. Н. Островский (2020)
- «В ночь лунного затмения» М. Карим (2022)